# Yanar Mohammed
Yanar Mohammed (Baghdad, 1960) è un'attivista irachena.È cofondatrice e direttrice dell'Organizzazione per la Libertà delle Donne in Iraq, che ha come scopo principale la "protezione, emancipazione e istruzione della donna". È stata insignita del Gruber Prize for Women's Rights nel 2008 e del Premio Rafto nel 2016.

## Biografia
Yanar Mohammed è nata a Baghdad in Iraq. Cresciuta in una famiglia musulmana molto osservante, Yanar è stata fin da subito esposta alle tradizioni islamiche che in seguito criticherà aspramente. Suo nonno era un uomo molto rispettato nella comunità, tanto da "essere degno di ottenere l'onorificenza di Mullah", nonostante avesse sposato la sorella quattordicenne della sua ex-moglie, un fatto che spinse Yanar ad iniziare a lottare per i diritti delle donne.
Si è laureata in Architettura all'Università di Baghdad nel 1984 ed ha ottenuto una specializzazione nel 1993. Tra il 1984 e il 1993 ha militato come attivista nel Partito Comunista Iracheno. Nel 1993, si è trasferita con la famiglia dall'Iraq al Canada. Nel 1998, ha fondato l'organizzazione per la Difesa dei Diritti delle Donne Irachene (DIWR) che poi nel 2003 è diventata l'Organizzazione per la Libertà delle Donne in Iraq (OWFI).
Dal 2003, attraverso l'Organizzazione, Yanar è riuscita a salvare almeno 500 donne dando loro la possibilità di emanciparsi attraverso corsi di alfabetizzazione e femminismo e dando ad alcune la possibilità di crearsi una nuova identità per mettersi al riparo da violenze domestiche o delitti passionali. Per questo, ha ricevuto nel 2008 il Gruber Prize for Women's Rights e il Premio Rafto nel 2016.

## Impatto culturale
Yanar Mohammed è tra le protagoniste del documentario I am the Revolution della regista italiana Benedetta Argentieri, prodotto da Possibile Film in collaborazione con Rai Cinema e Start.